# 공포 영화

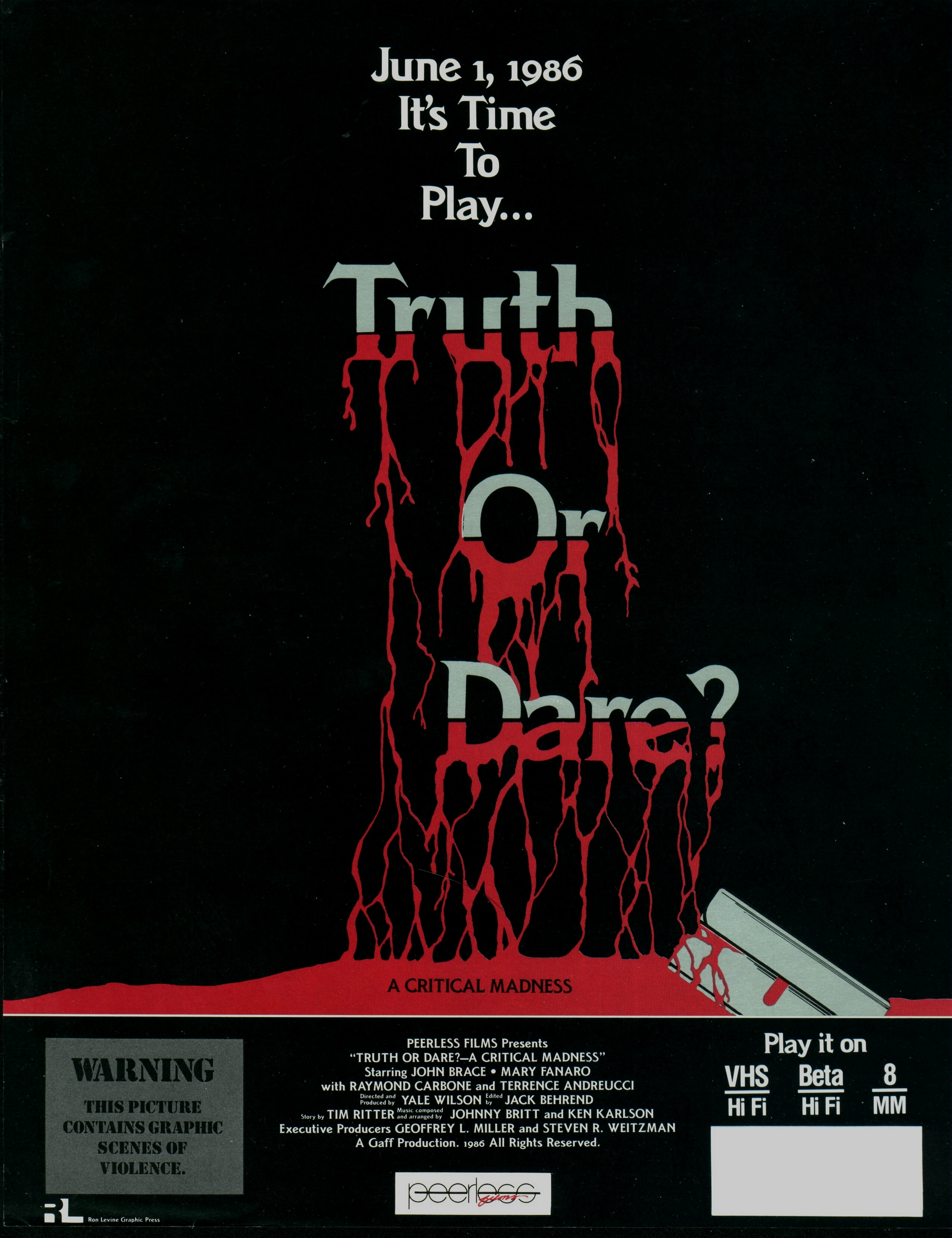
공포 영화 포스터

공포 영화(恐怖映畫, 영어: horror film)란 귀신이나 유령 등 무서운 것과 초자연적인 소재를 이용하여 두렵고 

## 역사
초자연적인 사건들의 최초의 기술은 1890년대 말 영화의 선구자 조르주 멜리에스가 연출한 여러 단편 무성 영화에 등장하였으며, 그 중 가장 유명한 것이 종종 최초의 공포 영화로 간주되는 《악마의 저택》이다. 그의 다른 공포 영화 프로젝트는 1898년의 La Caverne maudite이다.최초의 호러 영화가 무엇인가에 대해서는 그 의견이 다양한데, 그 의견을 자세히 보면《The Gigantic Devil(1902)》을 호러 영화의 최초 작품으로 평가하는 사람들이 있고, 어떤 이는 1910년에 발표된 영화 《프랑켄슈타인》, 혹은 1913년 독일에서 발표한 《Student von Prag, Der》를 최초의 호러 영화로 보는 사람이 있는 등 다양하다.호러 영화는 다양한 영화적 시도를 통해 영화의 한 장르로 인정받고자 노력했음은 확실하다. 호러 영화는 다양한 태동을 겪으며 다양한 기록들을 만들어내게 되는데, 실제로 에디슨 회사의 《프랑켄슈타인》은 10분 가량의 짧은 상영 시간을 가진 단편 호러 영화라는 타이틀을 남기게 된다. 또한 독일의 배우이자 감독인 파울 베게너의 《Student von Prag, Der(1913)》은 최초의 장편 호러 영화의 자리라는 타이틀을 얻게 된다.

### 호러 영화의 발전
호러 영화가 본격적으로 발전하게 된 계기는 앞서 이야기한 파울 베게너가 감독한 영화인 《프라하의 학생(Student von Prag, Der, 1913)》으로 인해 가능했다. 베게너는 이 영화의 공동 감독, 각본, 주연을 맡았는데, 영화의 독특한 메시지와 자극으로 인해 흥행에 큰 성공을 거두어 최초의 호러 스타가 된다. 이후 독일은 베게너의 호러 영화 성공을 따라 많은 호러 영화들이 제작된다. 1918년에 발표된 에른스트 루비치 감독의 《미이라 마의 눈》, 로베르토 비네 감독이 1919년에 발표한 《칼리가리 박사의 밀실》, 파울 베게너가 1920년에 발표한 《골렘(Golem, wie er in die Welt kam, Der)》등이 바로 그러한 영화다. 또한, 미국 또한 호러영화라는 영화 장르를 발전시키는 데 한몫을 한다. 영화 《프랑켄슈타인》이후, 1913년에 허버트 브레넌 감독의 《지킬 박사와 하이드》, 1914년에 D. W. 그리피스가 발표한 에드거 앨런 포 원작인 《Avenging Conscience》를 발표하여 호러 영화의 명맥을 이어가게 된다. 1차 세계 대전 기간 동안 잠시간의 휴식기를 거친 미국 호러 영화계는 1925년에 발표된 루퍼트 줄리언 감독의 《오페라의 유령》으로 비약적인 발전을 이룩하게 되며, 그 이후 다양한 작품들이 나오며 공포영화가 본격적으로 영화의 한 장르로 주목받게 된다. 그 당시 영화는 유성영화가 아닌 무성영화로 상영되고 있었는데, 목소리가 나오지 않는 무성영화의 특성 상 시각적인 효과에 많은 치중을 두었던 당시의 호러들은 배우 얼굴의 클로즈업과, 세트 촬영에서 얻어지는 채광도와 조명의 연출 등을 통해 공포감을 조성했다.

### 유성 영화의 발전, 유니버셜 호러의 시대
1927년 최초의 유성 영화인 앨런 크로슬랜드 감독의 《재즈 싱어》가 발표된 이후 영화계는 급속하게 무성영화에서 유성영화로 변화를 꾀하게 된다. 이에 따라 공포영화의 특성도 급속도로 변화하게 된다. 유니버셜은 이러한 흐름을 잘 읽었으며, 이를 반영한 호러 영화를 만들게 되며 호러 영화의 새로운 시대를 열게 된다.유성 호러 영화의 시대가 열리게 된 것은 헝가리 출신의 배우 벨라 루고시를 세계적인 스타로 만들어준 토드 브라우닝 감독의 《드라큘라》, 영국 출신의 연극 배우 보리스 칼로프를 일약 대스타로 만들어 주었던 제임스 웨일 감독의 《프랑켄슈타인》이다. 루고시와 칼로프는 이후 7편의 영화에서 함께 연기하며 유성 호러의 전성기에 기여를 하였고, 그들을 스타로 만들어 준 《드라큘라》와 《프랑켄슈타인》은 이후 공포영화의 시초 격으로 예찬을 받게 된다.

### 세계 2차 세계 대전
1939년 발생한 제2차 세계대전은 각 국의 영화 산업을 불황으로 몰아 넣었다. 모든 산업은 전쟁의 도구로 이용되었기 때문에 막대한 제작비를 들이는 대형 영화들보다는 적은 제작비로 최대의 효율을 누리는 영화들이 제작자들로부터 선호를 받게 되었다. 특히 이 시기에는 스릴러의 비중이 매우 증가하게 되었는데, 이는 전쟁 상황이라는 특수한 상황을 반영하였기 때문으로 추정된다. 1944년 발표 된 조지 큐커 감독의 《가스등》은 이러한 스릴러 영화의 대표적인 작품이며, 르네 클레르 감독의 《그리고 아무도 없었다》등도 호러 스릴러 영화의 중요 작품으로 인정받고 있다. 또한 영국 감독인 앨프리드 히치콕은 이 시기 많은 첩보물과 스릴러물을 발표하면서 당시의 스릴러 전성기의 영화 풍토의 한 증인으로 남는다. 한편 30년대 호러 영화계를 주도하던 유니버설 호러의 시대는 40년대에 들어오게 되면서 그 영향력을 서서히 잃어가게 된다. 유니버설은 1941년 발표된 조지 와그너 감독의 《울프맨》등을 발표해 인기를 유지하였지만 예전과 같은 호러 스타의 탄생을 새로   알리는 작품을 생산해내지 못하게 되었다. 반면 유니버설이 물러나기 시작한 호러 시장에는 33년 《킹콩》을 발표했던 R.K.O. 스튜디오가 새로운 강자로 떠오르게 된다. 40년대의 호러 영화계는 발 루턴 없이는 설명하기 힘든 시기다. 루튼은 유니버설 호러를 지배하던 시각적인 공포 창출 효과에 의구심을 가지고 감독의 연출과 음향, 그리고 영화의 전개를 통한 긴장감의 완성을 기본 모토로 하는 호러 스릴러 장르의 영화를 다수 제작하여 당시 관객을 공포로 몰아넣는 임무를 수행했다. 그는 1942년 프랑스 감독인 자크 투르네를 기용하여 당시 재정적인 어려움에 빠져있던 R.K.O 사를 되살려낸 영화 《캣 피플》을 시작으로, 《일곱 번째 희생자》,《표범 남자》등의 B급 스릴러 호러 영화를 양산 해내며 대중의 폭넓은 지지를 받는다.

### SF 장르의 등장, 다양한 호러 장르
50년대의 전반기와 중반기는 순수 호러 영화 팬들에게는 약간의 침체기라고 부를 수 있다. 한국 전쟁의 발발과 극한으로 치닫게 되는 이데올로기 대립, 그리고 1947년부터 할리우드에 불어 닥친 반공주의 열풍 속 영화 산업은 갑자기 위축되어 버리고 말았다. 그리고 이 시기에 할리우드에 불어 닥친 또 다른 방해꾼은 TV의 등장이다. TV라는 매체를 통해 소비자들이 직접 안방에서 시청이 가능해지며, TV와의 경쟁이 불가피해지게 되었다. 한편, 1949년을 기점으로 영화 제작사들이 독점적으로 경영을 해오던 극장의 소유권이 일반에게 넘어가게 되었고, 소자본으로 극장의 설치가 가능해 지는 경향이 생겨나게 된다. 이와 같은 사실들과 2차 세계 대전과의 종결 이후 미소간의 무한 우주 경쟁의 시대로 들어서게 되면서 SF의 열풍은 영화계를 강타한다. 특히 TV 화면에서 느낄 수 없는 거대한 화면의 이점을 이용한 SF 영화들이 저 자본으로 빠르게 제작된다. 1950년에 발표된 조지 팔의 《목적지 달》으로부터 시작되는 50년대 SF의 열풍은 다양한 작품이 발표되면서 더욱 그 발전에 탄력을 받게 된다. 특히 하워드 혹스의 《괴물》은 외계에서 침입해온 침입자에 대항하는 지구인의 모습을 그려내 이후에 만들어지는 이런 형태의 SF 스릴러물에 지대한 영향을 미치게 된다.

## 서브 장르

### 액션 호러
사악한 힘의 침입, 사건, 혹은 공포 영화의 영웅적인 행위와 액션 장르의 부산한 추격을 결합한 하위 장르이다. 전형적인 액션 영화에 등장하는 주제나 요소들을 활용하여 영웅적 요소를 드러내며 고난과 역경을 이기는 모습을 보여 준다. 대개 피, 악령, 외계인, 사악한 동물, 뱀파이어 그리고 가장 흔한 좀비들이 이겨야 할 장애물로 인식된다. 판타지적인 요소도 포함되기도 한다. 대표적인 작품으로는 《에일리언&프레데터》, 《악마를 보았다》, 《프리스트》, 《부산행》 등이 있다.

### 호러 어드벤처
탐험, 이국적인 장소, 그리고 다른 모험 요소들을 공포적 요소와 혼합하는 영화 장르. 대표적인 작품으로는 《킹콩》, 《죠스》, 《카니발 홀로코스트》등이 있다.

### 코미디 호러
희극과 공포 소설의 요소들을 결합시킨다. 이 코미디 공포 영화 장르는 종종 흑인 코미디 장르와 교차하며, 때때로 가족 관객들을 겨냥한 낮은 등급의 영화를 상영하기도 한다.  대표적인 작품으로는 《고스트버스터즈》, 《그렘린》, 《좀비랜드》등이 있다.

### 바디 호러
바디 호러는 신체의 그래픽 파괴나 퇴화로부터 기인하는 공포를 다룬 장르다. 다른 종류의 신체 공포증을 통해 부자연스러운 움직임을 포함하거나 인체의 신체 부위에서 '괴물'을 창조하기 위해 해부학적으로 사지를 흉측하게 재배치한다. 대표적인 작품으로는 《비디오드롬》, 《데드 링거즈》등이 있다.

### 호러 드라마
공포스런 가족 관계를 수반하는 현실적인 정서적 투쟁에 초점을 맞추고 있는 영화 장르다. 공포스런 가족 관계에서 종종 다루어진다. 대표적인 작품으로는 《라이트 아웃》, 《미러스》, 《마마》등이 있다.

### 심리적 호러
심리학적 호러는 심리적 상태에 의존하는 두려움과 심리적 허구성의 하위 장르로서,  독자, 시청자들을 놀라게 하거나, 방해하거나, 풀어 준다. 그 하위 장르는 종종 심리 스릴러물과 관련된 미묘한 부분들과 중복되어 불안하고 불안정하거나 불안한 심리학적 상태와 공포, 연극, 두려움 등의 심리적 상태를 사용하여 불쾌하고 혼란스러운 상황을  제공한다. 대표적인 작품으로는 《블랙 스완》,《겟아웃》등이 있다.

### 슬래셔
폭력적인 수단으로 사람들을 체계적으로 살해하는 연쇄 살인범과 관련된 이야기를 담는 공포 장르이다. 대표적인 작품으로는 《텍사스 전기톱 살인사건》《13일의 금요일》, 《블랙 크리스마스》등이 있다.

### 초자연적 호러
위협적인 유령, 악령, 혹은 초자연적인 사건의 다른 묘사들을 포함하는 장르다. 초자연적인 공포 영화들은 종종 종교의 요소들을 줄거리에 결합시킨다. 일반적인 주제로는 복수심 유령, 마녀, 악마, 악령 등이 있다. 대표적인 작품으로는 《컨저링》, 《엑소시스트》, 《사일런트 힐》등이 있다.

### 고딕 호러
고딕 호러는 고스와 공포의 요소를 담고 있는 일종의 이야기이다. 때때로 그 배경에서 펼쳐지는 낭만적인 이야기를 담고 있을 수도 있다. 초기 공포 영화들 중 일부는 이 하위 장르에 포함되었다. 대표적인 작품으로는 《오페라의 유령》, 《드라큘라》등이 있다.

### 내추럴 호러

식인상어의 공격 '죠스'

이 장르는 돌연변이 괴물, 육식 동물, 보통 무해한 동물이나 식물이 아닌 희귀한 동물들로 구성되어 있다. 이 장르는 공상 과학 소설과 액션 장르와 겹칠 가능성도 있다. 대표적인 작품으로는 《블랙 워터》, 《죠스》,《피라냐》 등이 있다.

## 영향

### 사회에서의 영향
수년 간 공포 영화들의 진화는 사회가 그들의 이익을 활용하는 새로운 접근법을 구사하게 해 주었다. 공포 영화는 시간이 지남에 따라 바뀌었지만, 1996년에 새로 개봉된 공포 영화들은 점점 더 많은 수익을 올리게 되었다. 공포 영화들의 수입 증가는 그 영향력의 첫 번째 징조일 뿐이다. 공포 영화는 여성의 역할과 여성이 영화 산업에서 어떻게 자신을 보는가에 대해 바꿀 수 있는 결정적인 원인을 제공했다. 많은 초기 공포 영화들은 사회적, 법률적 논란을 일으켰다. 미국에서는 1934년부터 엄격하게 시행되었고, 1950년과 1968년 사이에 영화 제작 법규는 강제로 시행되었다. 이 강령은 영화에서 상영하는 도덕적으로 용인할 수 있는 것들을 규정하고 있으며, 논란이 되고 있는 주제인 심각한 폭력, 노골적인 성 정체성을 담고 있다. 점차적으로 기준을 낮추고 1968년에 공식 폐지한 이후에는 영화 산업에 대한 더 많은 자유가 주어졌다. 그럼에도 불구하고, 공포 영화의 기준에 관한 논란은 계속되었고 많은 나라에서 검열 문제에 직면했다. 그러한 영화의 예로는, 1978년에 《네 무덤에 침을 뱉어라》영화가 있다. 이 영화는 비평가들에 의해 부정적으로 받아들여졌지만, 그것은 아일랜드, 노르웨이, 아이슬란드, 서독을 포함한 많은 나라들에서 금지된 강간, 살인, 그리고 장기간의 노골적인 장면 때문에 많은 국가와 국제적인 주목을 끌었다. 이 나라들 중 상당수는 수년 간 금지령을 내렸지만, 이 영화는 여전히 아일랜드에서 금지되어 있다.

### 국제적인 영향
공포는 영화의 장르에 불과하지만 국제 사회에 미치는 영향은 크다. 공포 영화는 전 세계적으로 시청자들의 관점을 시각적으로 그리고 가장 효과적인 방법으로 보여 주는 중추적인 역할이 될 수 있다. 영화 이론가들은 공포 영화를 이용하는 것이 베트남 전쟁, 홀로코스트, 전 세계 에이즈 유행을 더욱 시각적으로 보여 주고 이런 국제적, 역사적 사건들의 발생을 대중들이 이해하는 것을 돕는다고 말한다. 하지만 공포 영화가 반드시 긍정적인 영향만 끼치지는 않는다. 대부분의 부정적인 영향은 문화적인 부분에서 발생한다. 영화의 시각적 해석은 일본 영화인 《주온》이 미국에서 《그루지》로 번역되는 과정에서 한 문화권에서 다른 문화권으로의 마찰이 발생할 수 있다.